# Asteris Kutulas
Asteris Kutulas, auch in der Transkription Koutoulas (griechisch Αστέρης Κούτουλας; * 5. April 1960 in Oradea) ist ein in Deutschland lebender griechischer Event- und Musikproduzent, Publizist, Übersetzer, Filmemacher und Autor.

## Leben
Kutulas wurde 1960 in Rumänien als Sohn griechischer Emigranten geboren, die 1968 in die DDR umzogen. Er besuchte in Dresden die Kreuzschule (1976–79) und studierte von 1979 bis 1984 Germanistik und Geschichte der Philosophie an der Universität Leipzig.
Er übersetzte – zumeist in Zusammenarbeit mit Ina Kutulas – seit 1981 zahlreiche Werke bedeutender griechischer Autoren ins Deutsche, so zum Beispiel Lyrik, Essays und Prosa von Odysseas Elytis, Nikos Engonopoulos, Dionissis Karatzas, Konstantin Kavafis, Jannis Ritsos und Giorgos Seferis sowie die Autobiographie und diverse Schriften zu Musik von Mikis Theodorakis. Bei den meisten der über 40 eigenständigen Buchausgaben war er zumeist auch Herausgeber und Nachwortautor. Außerdem veröffentlichte Kutulas eine Reihe von eigenen Texten, Interviews und Übersetzungen von Werken anderer Autoren in verschiedenen deutschen und griechischen Literaturzeitschriften und Zeitungen. Kutulas verband mit Jannis Ritsos bis zu dessen Tod 1990 eine tiefe Freundschaft.
Kutulas gab von 1987 bis 1989 in der DDR die Publikationsreihe Bizarre Städte heraus, an der sich Autoren, Maler und Musiker beteiligten, sowie von 1990 bis 1991 die Zeitschrift Sondeur. Bei diesen Publikationen arbeitete er mit einer Vielzahl von Künstlern zusammen und verlegte deren Texte bzw. bildkünstlerischen Arbeiten, wie die von Peter Böthig, Volker Braun, Heinz Czechowski, Adolf Endler, Jan Faktor, Claudia Gehrke, Annett Gröschner, Durs Grünbein, Matthias Baader Holst, Horst Hussel, Johannes Jansen, Bernd Janowski, Frank Lanzendörfer, Steffen Mensching, Bert Papenfuß-Gorek, A. R. Penck, Kathrin Schmidt, Peter Wawerzinek, Trak Wendisch u. a. Kutulas wohnte zwischen 1992 und 1996 abwechselnd in Athen und in Eggersdorf (bei Berlin) und lebt seit 1997 im Prenzlauer Berg (Berlin).
Kutulas arbeitete mit Mikis Theodorakis von 1980 bis zu dessen Tod 2021 zusammen. Er produzierte für Theodorakis über dreißig CDs und an die 100 Konzerte weltweit (u. a. in Kanada, Chile, Russland, Israel, Südafrika, Türkei, Australien und in fast allen europäischen Ländern). Von 1990 bis 2014 Mitarbeit an der offiziellen Theodorakis-Homepage (von Guy Wagner), für die er eine Vielzahl von Beiträgen verfasste. 1998 veröffentlichte Kutulas in Griechenland das Theodorakis-Werkverzeichnis, das als Standardwerk der Theodorakis-Forschung gilt.
Seit Beginn der 1990er Jahre ist er als Musik- und Eventproduzent tätig. Als Geschäftsführer seiner Firma Asti Music organisierte er nicht nur zahlreiche Produktionen griechischer Künstler (Demis Roussos, Maria Farantouri, Dimitra Galani, Elli Paspala, Alkistis Protopsalti, George Dalaras etc.) in Europa, sondern vermittelte oder begleitete auch Konzerte von internationalen Stars wie Mercedes Sosa, Zülfü Livaneli, Sting, Thomas Anders, Milva, Kelly Family etc.
Zwischen 1999 und 2010 arbeitete Kutulas weltweit als Manager und Produzent des Regisseurs und Lichtarchitekten Gert Hof und produzierte in dieser Zeit über 40 Mega-Events auf der ganzen Welt, u. a. die Millennium-Events 2000 an der Siegessäule in Berlin und auf der Akropolis in Athen sowie die Millennium-Events „1000 Jahre Ungarn“ in Budapest und für die chinesische Regierung in Peking, weiterhin 2004 für die Europäische Union das „Welcome Europe Event“ auf Malta, den „City Day“ 2003 für die Stadt Moskau auf dem Roten Platz, 2003 für Donald Trump den „Lights of Freedom Event“ in Atlantic City, 2005 den „Light from the Arab World“ Event für den Sultan von Oman, 2009 die Eröffnung zur Europäischen Kulturhauptstadt in Vilnius, 2010 die Abschlussveranstaltung des Israel Festival in Jerusalem usw. Bei all diesen Events führte Gert Hof Regie und hatte die künstlerische Gesamtleitung inne. Als Produzent arbeitete Kutulas auch mit den jeweiligen Komponisten der Musik für diese Events zusammen, wie z. B. mit Mike Oldfield, Roger Waters, den Scorpions, Klaus Schulze, Perikles Koukos, Ruslana, Westbam u. a. sowie mit den an den Events beteiligten Musikern, wie Gabi Delgado-López, Buena Vista Social Club u. a.
Von 2011 bis 2014 war Kutulas Executive Producer und von 2013 bis 2019 Dramaturg der Apassionata-Show und arbeitete dabei mit dem künstlerischen Direktor Holger Ehlers zusammen. Aus der Beschäftigung mit der Apassionata-Show entstanden zwischen 2012 und 2019 mehrere Texte, Trailer und Interviewfilme sowie das Konzeptkunst-Projekt „Apassionata Video Blinks“ (30 Film-Clips), das auf der Webseite des Künstlers veröffentlicht wurde.
Im April 2015 initiierte Kutulas die Gründung der Deutsch-Griechischen Kulturassoziation e. V. sowie – zusammen mit Ina Kutulas – des griechischen Filmfestivals „Hellas Filmbox Berlin“, dessen erster Festivaldirektor er wurde. Von 2016 bis 2019 war er Kreativdirektor des Filmfestivals.
Kutulas wirkte des Weiteren seit Anfang der 1980er Jahre als Autor, Produzent und Regisseur bei diversen Musik- und Dokumentarfilm-Produktionen sowie als Regisseur und Dramaturg bei Theater- und Showinszenierungen. Im April 2014 beendete er die Arbeit an dem Hybrid-Film Recycling Medea, der bereits 2013 in einer ersten – unfertigen – Fassung in die griechischen Kinos kam. 2014 begann er mit der Produktion an seinem Filmprojekt „Dance Fight Love Die – Unterwegs mit Mikis“, das am 25. Oktober 2017 Weltpremiere bei den Internationalen Hofer Filmtagen feierte und am 10. Mai 2018 Kinostart in Deutschland hatte. Am 27. Juli 2018 hatte das Ballett „Electra“ (Musik: Mikis Theodorakis, Choreographie: Renato Zanella) im Rahmen des Festival of the Aegean Weltpremiere, für das Kutulas das Script schrieb und bei dem er Ko-Regie führte.
Im Oktober 2021 wurde Kutulas auf den Hofer Filmtagen mit dem Hans-Vogt-Filmpreis geehrt, der vor ihm namhaften Größen der deutschen Filmindustrie wie Doris Dörrie, Dominik Graf oder Wim Wenders verliehen worden war. Gleichzeitig stellte Kutulas beim Filmfestival seine Theorie des Liquid Staging in Form einer Vorstellung seiner Ballettfilm-Installation Electra 21 vor, einem Werk, bei dem auf vier – im Raum verteilten – Leinwänden gleichzeitig vier Filme spielen, vollkommen synchron zu derselben Electra-Opern-Musik von Mikis Theodorakis.
Seit Anfang der 80er Jahre veröffentlichte Kutulas Artikel, Interviews und Übersetzungen in diversen deutschen und griechischen Zeitungen und Zeitschriften, wie z. B. Süddeutsche Zeitung, Frankfurter Allgemeine Zeitung, Frankfurter Rundschau, Sächsische Zeitung, Leipziger Volkszeitung, Stuttgarter Zeitung etc. Mit journalistischen Beiträgen ist er in der linken Tageszeitung junge Welt und gelegentlich in der  taz anzutreffen.
Asteris Kutulas ist seit 1985 mit der Autorin Ina Kutulas verheiratet. Das Ehepaar hat einen Sohn.

## Nachdichtungen, Übersetzungen, Publizistik
- Mikis Theodorakis: Anatomie der Musik, Übersetzt und kommentiert von Asteris Kutulas, editions phi, Echternach 1985, ISBN 3-88865-031-3
- Mikis Theodorakis: Meine Stellung in der Musikszene, Herausgegeben und übersetzt von Asteris Kutulas & Peter Zacher, Reclam, Leipzig 1986, ISBN 3-379-00034-5
- Jannis Ritsos: Steine, Knochen, Wurzeln. Essays und Interviews. Herausgegeben und übersetzt von Asteris Kutulas, Kiepenheuer Verlag, Leipzig und Weimar 1989, ISBN 3-378-00321-9
- Jannis Ritsos: Monochorde. Übertragen von Asteris Kutulas. Mit Zeichnungen von Gottfried Bräunling, Romiosini Verlag, Köln 1989, ISBN 3-923728-40-9
- Jannis Ritsos: Der Sondeur. Übertragen von Ina & Asteris Kutulas. Mit Zeichnungen von Trak Wendisch, konkursbuchVerlag Claudia Gehrke, Tübingen 1989, ISBN 3-88769-311-6
- Jannis Ritsos: Halbkreis. Erotika. Herausgegeben und übertragen von Asteris Kutulas. Mit Zeichnungen von Gottfried Bräunling, konkursbuchVerlag Claudia Gehrke, Tübingen 1989, ISBN 3-88769-312-4
- Giorgos Seferis: Alles voller Götter, Essays, Herausgegeben, aus dem Griechischen übersetzt und mit einem Nachwort versehen von Asteris Kutulas, Suhrkamp Verlag, Frankfurt am Main 1990
- Odysseas Elytis: Tagebuch eines nichtgesehenen April. Deutsch-Griechisch. Mit fünf Collagen des Autors. Übertragen von Asteris Kutulas, Romiosini Verlag, Köln 1991
- Konstantin Kavafis: Die Lüge ist nur gealterte Wahrheit. Notate, Prosa und Gedichte aus dem Nachlass. Herausgegeben, aus dem Griechischen übersetzt und mit einem Nachwort versehen von Asteris Kutulas, Hanser Verlag, München 1991
- ausdrückliche klage aus der inneren immigration. Texte & Grafiken aus der DDR, Herausgegeben und mit einem Nachwort von Asteris Kutulas und Udo Tietz, editions phi, Echternach 1992
- Odysseas Elytis: Der Duft des Mittagsmahls. Herausgegeben und übertragen von Asteris Kutulas. Mit Illustrationen von Fränz Dasbourg, editions phi, Echternach 1993
- Konstantin Kavafis: Die vier Wände meines Zimmers. Verworfene und unveröffentlichte Gedichte. Herausgegeben und mit einem Nachwort versehen von Asteris Kutulas, Übertragen von Ina & Asteris Kutulas, Hanser Verlag, München 1994
- Giorgos Seferis: Sechs Nächte auf der Akropolis, Roman, Herausgegeben und mit einem Nachwort versehen von Asteris Kutulas, Übersetzt von Asteris und Ina Kutulas, Suhrkamp Verlag, Frankfurt am Main 1995
- Mikis Theodorakis: Die Metamorphosen des Dionysos. Libretto & andere Texte, Mit neun Collagen und einem Text von Ina Kutulas, Herausgegeben, übersetzt und mit einem Essay von Asteris Kutulas, Romiosini Verlag, Köln 1995
- Mikis Theodorakis: Die Wege des Erzengels, Autobiographie 1925–1949, Herausgegeben und übersetzt von Asteris Kutulas, Insel Verlag, Frankfurt 1995, ISBN 3-458-16689-0
- Jannis Ritsos: Deformationen. Eine innere Biographie. Gedichte Texte Begegnungen 1930–1990. Ausgewählt und herausgegeben von Asteris Kutulas. Romiosini Verlag, Köln 1996, ISBN 3-923728-68-9
- Asteris Kutulas [auf Griechisch]: Der Komponist Mikis Theodorakis. Texte – Werkverzeichnis – Kritiken (1937–1996), Livanis Verlag, Athen 1998
- Mikis Theodorakis: Bis er wieder tanzt, Autobiographie 1949–1952, Herausgegeben und übersetzt von Asteris Kutulas, Insel Verlag, Frankfurt 2001, ISBN 3-458-17091-X, Rezension
- Nikos Engonopoulos: Unterhaltungen mit dem Fahrer verboten. Gedichte aus dem griechischen Surrealismus. Herausgegeben von Asteris Kutulas, Übertragen von Asteris & Ina Kutulas, axel dielmann Verlag, Frankfurt am Main 2001
- Jannis Ritsos: Die Rückkehr der Iphigenie. Monologe. Mit Steinzeichnungen des Autors. Übersetzung und mit einem Nachwort von Asteris und Ina Kutulas, Insel Verlag, Frankfurt und Leipzig 2001, ISBN 978-3-458-19218-3
- Jannis Ritsos: Die Mondscheinsonate. Übertragen von Asteris Kutulas und Steffen Mensching, axel dielmann verlag, Frankfurt am Main 2001, ISBN 3-933974-21-6, Kritik
- Konstantin Kavafis: Familie Kavafis. Herausgegeben von Asteris Kutulas, Übertragen von Ina & Asteris Kutulas, axel dielmann Verlag, Frankfurt am Main 2001
- Asteris Kutulas: Mikis Theodorakis. Ein Leben in Bildern. Bildband mit DVD & 2 CDs, Schott Music, Mainz 2010, ISBN 978-3-7957-0713-2
- Dionisis Karatzas: Selbstmord des Reservemonats. Griechische Gedichte über das Meer und die Liebe. Ausgewählt und herausgegeben von Asteris Kutulas. Aus dem Griechischen von Ina und Asteris Kutulas, Zeichnungen von Trak Wendisch. Edition Raute (Herausgegeben von Holger Wendland), Görlitz 2010, ISBN 978-3-933777-20-1.
- Georgios Neophytou: DNA – Ein Theaterstück. Übersetzt von Ina und Asteris Kutulas 2012 (Uraufführung: Hessisches Staatstheater Wiesbaden & Satiriko Theatro Nicosia, 21. Juni 2012, Wartburg)
- Sogar dann, wenn jeder Himmel fehlt ... Auf der Suche nach einem verlorenen (Griechen)Land. Griechische Literatur (1901 bis 2013) in Neu- und Erstübersetzungen, Zusammengestellt von Asteris und Ina Kutulas, die horen. Zeitschrift für Literatur, Kunst und Kritik, 58. Jahrgang, Ausgabe 249, Göttingen 2013, ISBN 978-3-8353-1235-7

## Film
- Canto General. Der Große Gesang von Pablo Neruda und Mikis Theodorakis – Ein Film von Joachim Tschirner, Rainer Schulz und Asteris Kutulas, Regie: Joachim Tschirner, Kamera: Rainer M. Schulz, Fachberatung, Interviews, Nachdichtung, Übersetzung: Asteris Kutulas, Berlin 1983 (Produziert für das DEFA-Dokfilmstudio, 40 min.)
- Sag: Himmel. Auch wenn keiner ist. Begegnung mit Jannis Ritsos – Regie: Joachim Tschirner, Szenarium: Joachim Tschirner & Asteris Kutulas, Kamera: Rainer Schulz, Interviews, Nachdichtung, Übersetzung: Asteris Kutulas, Berlin 1984 (Produziert für das DEFA-Dokfilmstudio, 60 min.)
- Mikis Theodorakis. Zorbas-Ballett – Ein Film von Asteris Kutulas, London 1989 (Produziert für Zorba-Production, 12 min.)
- Sonne & Zeit – Ein Film von Klaus Salge & Asteris Kutulas, Berlin 1999 (Produziert für ARTE, 52 min.)
- Das kurze Leben des Chris Gueffroy – Ein Film von Klaus Salge, Dramaturgische Mitarbeit: Asteris Kutulas, Berlin 2010 (Produziert fürs RBB Fernsehen, 42 min.)
- Mikis Theodorakis. Komponist – Ein Film von Asteris Kutulas & Klaus Salge, Berlin 2010 (Produziert für ARTE, 53 min.)
- Recycling Medea – Ein Film von Asteris Kutulas, Berlin 2013/14 (75 min.)
- Dance Fight Love Die - With Mikis on the Road – Ein Film von Asteris Kutulas, Berlin 2017 (87 min.)[13]
- Electra 21 – Eine Liquid Staging Installation von Asteris Kutulas mit vier Filmen und einem Soundtrack, 2021 (60 min.)[14]
- Satellite Clips Project - Part I – Eine Liquid Staging Arthouse Installation von Asteris Kutulas und Achilleas Gatsopoulos mit vier Filmen und einem Soundtrack, 2022 (13 min.)[15][16]

## CD-Produktionen (als Produzent bzw. Co-Produzent)
- Mikis Theodorakis – Theodorakis sings Theodorakis (1991)
- Mikis Theodorakis – Macbeth / Theatermusik (1993)
- Mikis Theodorakis & Maria Farantouri – Birthday Concert (1995)
- Mikis Theodorakis & Zülfü Livaneli – Together (1996)
- Mikis Theodorakis – Erste Sinfonie & Adagio (1996)
- Maria Farantouri – Poetica (1997)
- Mikis Theodorakis – Mikis (1998)
- George Theodorakis – Nothing in mind (1998)
- Maria Farantouri – Asmata (1998)
- Mikis Theodorakis – Requiem (1999)
- Mikis Theodorakis – Symphonietta & Etat de siege (1999)
- Theodorakis & Farantouri & Rainer Kirchmann – Sun & Time (2000)
- Mikis Theodorakis – Mauthausen Trilogy (2000)
- Mikis Theodorakis & Gäste – Happy Birthday, Mikis! (2000)
- Mikis Theodorakis – Carnaval & Raven (2002)
- Mikis Theodorakis – Resistance (2005)
- Mikis Theodorakis – First Songs (2005)
- Mikis Theodorakis – The Metamorphosis des Dionysus / Opera (2006)
- Mikis Theodorakis – Rhapsodies for Cello and Guitar (2006)
- Maria Farantouri – Way home (2007)
- Mikis Theodorakis – East of the Aegean (2008)
- Mikis Theodorakis & Francesco Diaz – Timeless (2010)
- Konstantin Wecker, Gerhard Schöne, Hans-Eckardt Wenzel, Bejarano & Microphone Mafia, jayrope & Lippstueck, Petros Pandis u. a. – Viva Mikis 85. Theodorakis-Tribut (2010)
- Mikis Theodorakis / Sebastian Schwab (Bearbeiter) / Johanna Krumin (Gesang) – Echowand (2015)

## Ehrungen
2021 wurde Asteris Kutulas bei den 55. Internationalen Hofer Filmtagen mit dem Hans-Vogt-Filmpreis der Stadt Rehau geehrt.